# Pungdyr
Pungdyr (Marsupialia) er en underklasse af pattedyr. Alle nulevende omkring 330 arter af pungdyr er endemiske for Australasien samt Nord- og Sydamerika. I modsætning til placentale pattedyr føder pungdyr relativt uudviklede unger, der ofte opholder sig på moderen i en pung i deres første levetid. Velkendte pungdyr er f.eks. kænguru, koala, opossum og den tasmanske djævel samt den nyligt uddøde pungulv.

## Klassifikation
- Infraklasse Marsupialia
  - Orden Didelphimorphia (pungrotter), fx opossum
  - Orden Paucituberculata (inkaspidsmus)
  - Orden Microbiotheria
  - Orden Dasyuromorphia (pungrovdyr), fx tasmansk djævel
  - Orden Peramelemorphia (punggrævlinger)
  - Orden Notoryctemorphia (pungmuldvarper)
  - Orden Diprotodontia, fx flyvepungegern, koala, vombat, kænguru, wallaby

## Billeder
- Kænguru-unge i pungen.
Foto: Fritz Geller-Grimm, 2002